# 飯濱誠
飯濱 誠（いいはま まこと、1966年〈昭和41年〉4月9日 - ）は、日本の警察庁技官。

## 来歴
東京都出身。東京都立科学技術大学工学部を卒業。1990年（平成2年）4月、警察庁に入庁。入庁後、情報システムの整備などの業務にあたり、警視庁生活安全部ハイテク犯罪対策総合センター副所長、長野県警察本部警務部長、警察庁情報通信局情報通信企画課通信運用室長などを歴任。
2019年（平成31年）3月15日、警察庁情報通信局情報技術解析課長兼警備局付に就任。
2021年（令和3年）3月31日、警察庁情報通信局通信施設課長に就任。
2022年（令和4年）4月1日、警察庁長官官房通信基盤課長に就任。
2023年（令和5年）4月3日、警視監に任命。同日、警察庁長官官房技術企画課長兼長官官房付に就任。
2024年（令和6年）3月29日、北海道警察情報通信部長に就任。
2025年（令和7年）3月31日、警察庁長官官房技術総括審議官に就任。